# 최창학 (소설가)
최창학(崔昌學, 1941년 7월 26일 ~ 2020년 1월 27일)은 대한민국의 소설가이다.
전북 익산 출생이며, 남성고등학교와 고려대 국어국문학과를 졸업하였다. 1968년에 중편 《창(槍)》을 《창작과 비평》에 발표하여 등단했으며, 서울예술대학 문예창작과 교수를 역임하였다.
서울예술대학 문예창작과 교수 재임 당시 유명인들은 소설가 신경숙, 하성란, 강영숙, 김기우, 이나미, 신승철, 조경란, 천운영, 윤성희, 편혜영 등을 가르쳤다.
현실 속에서의 삶의 왜곡과 훼손의 실상을 통하여 존재의 자아상실을 그려낸 작가이다.
2017년에 대장암 말기 판정을 받고, 2020년 1월 27일에 타계하였다.

## 주요 작품
- 애착
- 창
- 라티에 장노
- 휴지
- 적
- 쫓겨온 서울 쌍지팽이
- 화투놀이
- 먼 소리 먼 땅
- 물결 속
- 방문
- 구멍
- 이민 전날 밤의 산책
- 황토와 석양
- 검찰관의 겨울
- 미명
- 형(刑)
- 산 자의 장례는 산 자에게
- 한 저쪽의 혼
- 삽
- 작은 부르짖음 속의 숨
- 아무 말도 할 수 없었다
- 크로노스의 춤
- 큰 비
- 물을 수 없었던 물음들
- 조문
- 고함소리
- 빗줄
- 가사자의 꿈
- 물을 수 없었던 물음들
- 동물과 그들의 시간
- 바다 위를 나는 목
- 밤, 다시 밤
- 잃은 말 남은 숨
- 잠, 오오 머리 풀 곳
- 마지막 인물
- 누나의 벌판
- 일과 밥과 잠
- 바다 위를 나는 목
- 긴 꿈속의 불
- 물구나무서기
- 긴 꿈속의 불
- 살
- 학자의 황혼
- 죽음의 방에서
- 하늘과 무덤
- 해변의 묘지
- 창
- 하늘의 침묵
- 삶의 궤도
- 창호지
- 하늘의 침묵
- 판토마임
- 다시 뜬 눈 앞에서
- 큰물과 비둘기
- 지붕
- ㅎ, ㅈ, ㅁ, ㅊ, ㅅ, ㅋ
- 간
- 몇 개의 낙서를 통한 회상
- 죽음 저쪽의 달걀
- 눈
- 가사자(假死者)의 꿈
- 아우슈비츠

## 참고 문헌
- 이 문서에는 다음커뮤니케이션(현 카카오)에서 GFDL 또는 CC-SA 라이선스로 배포한 글로벌 세계대백과사전의 내용을 기초로 작성된 글이 포함되어 있습니다.